# Брайдин
Брайдин (нем. Breydin) — община в Германии, в земле Бранденбург.
Входит в состав района Барним. Подчиняется управлению Бизенталь-Барним. Население составляет 820 человек (на 31 декабря 2010 года). Занимает площадь 34,63 км².
Коммуна подразделяется на 2 сельских округа.
| Год  | Население |
| ---- | --------- |
| 2005 | 878       |
| 2010 | 830       |